# Чумаков, Фёдор Федотович
Фёдор Федо́тович Чумако́в (1729 — после 1786) — яицкий казак, пугачёвский полковник, командующий артиллерией восставших. Входил в Тайную думу Пугачёва, получив от него титул «графа Орлова». Один из представителей казацкой верхушки, выдавших Пугачёва правительству в обмен на прощение.
Чумаков присоединился к Пугачёву в самом начале восстания, когда в сентябре 1773 года восставшие появились под Яицким городком, после чего в составе яицкого войска участвовал во взятии всех крепостей пограничной линии, затем в осаде Оренбурга. Был назначен командующим артиллерией восставших. Входил в ближайшее окружение Пугачёва, был включён в состав «Тайной думы» и получил от самозванца титул «графа Орлова», наряду с Чикой-Зарубиным — «графом Чернышёвым», атаманом Овчинниковым — «графом Паниным» и Максимом Шигаевым — «графом Воронцовым».
После разгрома восставших у Татищевой крепости в марте 1774 года, вместе с Пугачёвым бежал на Южный Урал, откуда, пополнив армию горнозаводскими рабочими, новыми орудиями, Пугачёв начал свой поход-бегство по Уралу, Башкирии и Поволжью.
В августе 1774 года окончательное поражение восстания стало очевидным. Несмотря на присоединение тысяч крепостных в каждой новой губернии, армия Пугачёва терпела одно поражение за другим, костяк армии — яицкие казаки, были рассеяны по степи, оплот восстания — Яицкий городок в апреле взят бригадой Мансурова. В этих условиях часть казацкой верхушки стала искать возможность выторговать прощение взамен сдачи самозванца и прекращения военных действий. Чумаков вместе с казацкими полковниками — И. П. Федулёвым, И. А. Твороговым и другими, составили заговор с целью захвата и выдачи Пугачёва.
Уже в битве у Солениковой ватаги под Чёрным Яром 25 августа Чумаков фактически сдал Михельсону всю артиллерию, возможно, что это было всего лишь следствием общей неопытности восставших в военном искусстве. Остатки пугачёвцев переправились в междуречье Волги и Урала, где они однажды уже переждали поражение восстания 1772 года.
К этому времени Пугачёв потерял всех своих главных сторонников, Чика-Зарубин был пленён под Уфой, Шигаев, Толкачёв, Каргин были пленены весной, Овчинников погиб в бою 25 августа. Пользуясь этим, а также тем, что казаки при переправе разбились на мелкие группы, чтобы легче уйти от преследования, группа заговорщиков 8 (19) сентября 1774 года связала Пугачёва у реки Большой Узень. Через три дня Чумаков и Творогов явились в Яицкий городок и сообщили, что готовы передать Пугачёва в руки властей. В тот же день прибывшие были допрошены в Яицкой секретной комиссии, а в ночь на 15 сентября в её распоряжение доставили и самого Пугачёва.
В ноябре 1774 года Чумакова отконвоировали в Москву, где производилось «генеральное» следствие над Пугачёвым и ближайшими его сподвижниками, а вскоре начался и судебный процесс над ними. Приговором от 9 января 1775 Чумаков был отнесен к группе из девяти казаков, приговорённых к пожизненному поселению в Лифляндскую губернию. Чумаков умер в городе Пернове (ныне Пярну в Эстонии) после 1786 года (последнее упоминание в документах), точная дата неизвестна.